# Naranjo de Yahuangate
Naranjo de Yahuangate es un caserío peruano ubicado en el distrito de Huarmaca, perteneciente a la provincia de Huancabamba del departamento de Piura, al norte del Perú. 

## Ubicación
Naranjo de Yahuangate se ubica al sureste de la provincia de Huancabamba, en el distrito de Huarmaca, en el departamento de Piura.

## Demografía
En 2017 Naranjo de Yahuangate tenía una población de 152 habitantes.